# Tomás Carbonell
Tomás Carbonell (Barcelona, 7 de Agosto de 1968) é um ex-tenista profissional espanhol.

## Duplas Mistas: 1 (1–0)
| Posição | Ano  | Campeonato    | Piso | Parceira               | Oponentes                 | Placar   |
| Campeão | 2001 | Roland Garros | Clay | Virginia Ruano Pascual | Jaime Oncins Paola Suárez | 7–5, 6–3 |